# Ducado de Brabante
El Ducado de Brabante fue un antiguo ducado situado entre los Países Bajos y Bélgica. El ducado se extendía por las actuales provincias belgas de Brabante Flamenco, Brabante Valón, Amberes y la Región de Bruselas-Capital y la provincia neerlandesa de Brabante Septentrional. En la época romana, Brabante estaba repartido entre las provincias romanas de Gallia Belgica y Germania Inferior y habitada por tribus celtas hasta que pueblos germánicos los reemplazaron y terminaron con el Imperio romano.
Las principales ciudades del ducado fueron Bruselas, Amberes, Lovaina, Breda
y Bolduque. El nombre de la región proviene del ducado carolingio de pagus Bracbatensis, situado entre los ríos Escalda y Dijle, y que proviene de las palabras Bracha (Nuevo) y Bant (Región).

## Historia
El ducado tuvo como antecesor al condado de Brabante (landgraviato), que fue creado como un feudo dentro de la Lotaringia establecida en el Tratado de Verdún (843), y más específicamente, del ducado de la Baja Lotaringia tras la partición del reino en 959. Por lo tanto, el ducado formaba parte de la Francia Media y su origen estaba en el Sacro Imperio Romano Germánico. El feudo imperial fue concedido al conde Enrique III de Lovaina sobre el año 1085 o 1086, concretamente, tras la muerte del anterior margrave de Brabante, el conde del Palatinado Germán II de Lotaringia.
Formalmente, el ducado fue creado como un título hereditario por Federico I Barbarroja en 1183-1184 en favor de Enrique I de Brabante, hijo de Godofredo III de Lovaina, duque de la Baja Lotaringia. Aunque la extensión del territorio del ducado era pequeña, quedando comprendido entre los ríos Dender y Senne, situado al oeste de Bruselas, el nombre del ducado se empleó para referirse a todas las posesiones de los duques a partir del siglo XIII.
En 1190, Enrique I de Brabante pasó a ser también duque de la Baja Lotaringia tras la muerte de Godofredo III, título que prácticamente no tenía autoridad territorial. De acuerdo al protocolo, todos sus sucesores fueron llamados a partir de entonces duques de Brabante y de Baja Lotaringia, conocidos posteriormente como duques de Lothier.

Los Países Bajos en 1477. El territorio de Brabante es el marcado con el número 1.

Tras la batalla de Worringen, acaecida en 1288, Juan I de Brabante incorporó el ducado de Limburgo a la familia. En 1354, el duque Juan III de Brabante instituyó el cargo del Blijde Inkomst. En 1430, los ducados de Lotaringia, Brabante y Limburgo fueron heredados por Felipe III de Borgoña. En 1477 los títulos pasaron a la casa de Habsburgo a través de María de Borgoña. La historia posterior del ducado es parte de la historia de los Países Bajos o "Diecisiete Provincias".

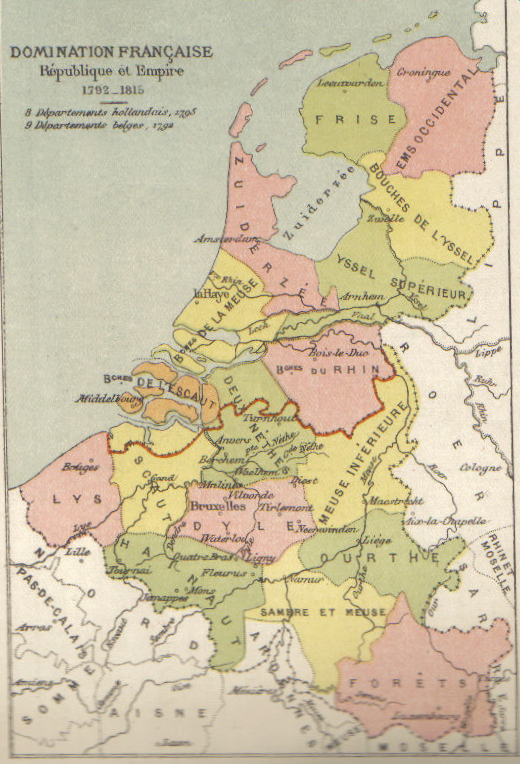
Departamentos franceses en los Países Bajos durante el Primer Imperio.

Las provincias del norte del ducado lograron la independencia de los Habsburgo españoles en la Guerra de los Ochenta Años (1568-1648). Tras la Paz de Westfalia. 
Es importante reseñar que Brabante quedó con mayoría católica hasta nuestros días, gracias numerosas batallas ganadas de los tercios españoles, no obstante, en 1648 se confirmó la independencia de las Provincias Unidas quedando bajo control neerlandés la parte norte de Brabante, que pasaría a ser una de las Tierras de la Generalidad con el nombre de Staats-Brabant, lo que actualmente es la provincia de Brabante Septentrional en los Países Bajos.
La parte sur continuó en manos de los Habsburgo como parte de los Países Bajos Españoles. Estos pasaron a la rama austriaca de los Habsburgo en 1714. El ducado fue disuelto en 1795 durante la ocupación francesa de los Países Bajos del Sur.

### La Revolución en Brabante
En 1789, Brabante y las provincias vecinas se rebelaron contra las reformas políticas y religiosas de José II, emperador y duque de Brabante, que se había comprometido a modernizar y democratizar las instituciones. A nivel de Brabante y los Países Bajos en particular, el objetivo era reformar el sistema de justicia, permitir que protestantes y judíos ejercieran una profesión en los gremios, establecer la separación de poderes y regular los días libres de las corporaciones que, en su opinión, conducen a demasiados días perdidos. Por otra parte, atacar los privilegios del clero y las abadías que poseen dos tercios del territorio de Brabante y regulan los festivales religiosos. También se comprometen a cerrar ciertas abadías y conventos que no cumplen ningún rol social y son considerados improductivos, pero que viven generosamente del diezmo dado por la gente.
Irritados por lo que consideran ataques a sus antiguas cartas, los brabanzones se levantan el 18 de junio de 1789 y bajo el mando del general Jean-André van der Mersch vencieron a las tropas imperiales el 27 de octubre. Los Países Bajos austriacos entonces proclamaron la independencia. Pero los revolucionarios, absorbidos por las diferencias entre los progresistas, representados por el abogado Vonck, y los conservadores, representados por el abogado Henri van der Noot, no podrán organizar el país y el ejército antes del regreso de las tropas y la fuerza del poder imperial.

### Periodo francés (1795)
Francia, en guerra con todos los soberanos europeos, finalmente ganó en 1795. Y el sur de los Países Bajos, incluido Brabante, es cedido oficialmente por el emperador Francisco II, el último emperador electo del Sacro Imperio Romano, a Francia por el Tratado de Campoformio en 1797. La parte sur del Ducado de Brabante se divide en 1795 entre dos departamentos, el de Dyle en el sur (capital de Bruselas ) y el de Deux-Nèthes en el norte (ciudad principal de Amberes ).
Su territorio fue reorganizado en los departamentos de Deux-Nèthes (la actual provincia de Amberes) y Dyle (la posterior provincia de Brabante).